# Red Roses for a Blue Lady
Red Roses for a Blue Lady is een populair lied, in 1948 geschreven door het duo Sid Tepper en Roy C. Bennett. Het was een succes voor onder andere Vaughn Monroe en Bert Kaempfert.
Tepper kwam op het idee voor het lied na een onenigheid met zijn vrouw Lillian. Hij stuurde haar daarna rode rozen met op een kaartje de tekst: 'I'm sorry, red roses for a blue lady'. "En ongeveer een week later dacht ik: Wat een goed idee voor een titel, en het liedje schreef zichzelf", aldus Tepper.

## 1949
Het werd voor het eerst opgenomen door Vaughn Monroe en zijn orkest, op 15 december 1948. Dit nummer kwam uit op RCA Victor (Amerika) en His Master's Voice (Engeland). In Amerika kwam het op 14 januari 1949 binnen in de Billboard-hitlijst, waar het uiteindelijk de vierde plek haalde en negentien weken genoteerd stond. Op 4 februari dat jaar kwam ook de versie van Guy Lombardo met zijn Royal Canadians deze hitlijst binnen. Het nummer, door Lombardo opgenomen op 22 december 1948, haalde als hoogste notering in Amerika nummer 10 en stond dertien weken in de Billboard-lijst.

## 1965
In 1965 kreeg het lied een tweede leven, dankzij opnames van Vic Dana, Wayne Newton en het orkest van Bert Kaempfert. Dana's versie was het meest succesvol, het haalde in Amerika de tiende plaats in de hitlijst (en de tweede plaats op de easy listening chart). Kaempfert haalde de elfde plaats en Newton kwam niet verder dan 23. Andy Williams nam datzelfde jaar ook een versie op, het verscheen als B-kant op zijn single "...and Roses and Roses".
In Nederland haalden de singles van Vic Dana en Kaempfert (gecombineerd) de twaalfde plaats in de net opgerichte top 40. De singles stonden er dertien weken genoteerd. In de top 100 van het jaar 1965 kwam het terecht op 53.

## Andere versies
Het nummer werd ook opgenomen door Duke Ellington, Count Basie, Coleman Hawkins, Woody Herman, Harry James, Frank Sinatra, Al Martino, Dean Martin, Jimmy Cliff, Roger Whittaker, Mantovani en talloze easy listening-musici en orkesten.
In België nam Eddy Wally het nummer op. In Duitsland verscheen in 1952 een Duitstalige versie (tekst: Bruno Balz) in de uitvoering van het Cornel Trio. De titel was: "Ich sende dir Rosen".

## Trivia
- In Amerika vernoemde een emo/metal-band uit de omgeving van Tampa/Gainsville zich naar het lied. De groep Red Roses For A Blue Lady was actief in de periode 1998-2001.